# Horst Tuguntke
Horst Helmut Tuguntke (* 25. Januar 1931 in Wartenburg, Ermland; † 24. Mai 2024) war ein deutscher Vertriebenenfunktionär, Heimatforscher und Publizist.

## Leben und Wirken
Nach der Flucht aus Ermland vor der anrückenden Roten Armee wurde er etwa drei Jahre lang im dänischen Internierungslager Gammel Rye (Mitteljütland) interniert. Erst Mitte Dezember 1947 durfte er in die Britische Besatzungszone nach St. Mauritz bei Münster ausreisen, besuchte das dortige Gymnasium St. Mauritz und legte dort im Jahr 1951 das Abitur ab. Nach der Ausbildung zum Dipl.-Rechtspfleger und Amtsanwalt war er in den Staatsanwaltschaften im Oberlandesgerichtsbezirk und beim Generalstaatsanwalt in Hamm angestellt, dann, bis zum Übergang in den  Ruhestand im Jahr 1996, als Oberamtsanwalt bei der Staatsanwaltschaft Hagen und als Anklagevertreter vor den Amtsgerichten im Landgerichtsbezirk Hagen.
Als Wassersportler kaufte er sich im Jahr 1955, während der Ausbildung, ein Faltboot und begründete im Jahr 1976 den Kanuverein Freizeit Hengsteysee e. V. in Hagen, arbeitete dessen Satzung aus und war bis zum Jahr 2006 der Vorsitzende. Im Dezember 1996 erhielt er für seine sportliche Leistung (23.750 km auf 180 Flüssen und Großseen in den letzten 20 Jahren) das Wanderfahrerabzeichen in Gold des Deutschen Kanu-Verbands e. V.
Horst Tuguntke war ab 1955 Mitglied, ab 1985 Schriftführer und Pressesprecher der Kreisgemeinschaft Allenstein-Land e. V. Im Jahr 1989 überarbeitete er die überholte Vereinssatzung, wodurch der Heimatverein als gemeinnützig anerkannt wurde, und übernahm die Schriftleitung des jährlich erscheinenden Heimatjahrbuchs. Ab etwa 1980 war er Mitglied der Landsmannschaft Ostpreußen e. V. (Kreisgruppe Hagen), somit ein geborenes Mitglied des Bundes der Vertriebenen.
Im Jahr 1995 führte er den Freundschaftsvertrag zwischen der Patengemeinde Hagen und seinem Geburtsort Wartenburg (seit 1946 Barczewo) zum Abschluss und im Jahr 2002 wurde auf seine Initiative ein Partnerschaftsvertrag zwischen der Kreisgemeinschaft Allenstein-Land und dem Landkreis Olsztyn in Polen geschlossen. In den Jahren 2001 und 2009 erhielt er das Ehrenzeichen in Gold der Landsmannschaft Ostpreussen e. V. Am 9. Juli 2010 überreichte ihm der Hagener Oberbürgermeister Jörg Dehm das Bundesverdienstkreuz am Bande, das der Bundespräsident Horst Köhler ihm am 14. März 2010 verliehen hatte. Das Ehren- und Verdienstabzeichen der Landsmannschaft Ostpreussen e. V. überreichte ihm Jürgen Zauner am 12. März 2011.

## Auszeichnungen
- 1996: Wanderfahrerabzeichen in Gold des Deutschen Kanu-Verbands e. V.
- 2001: Ehrenzeichen in Gold der Landsmannschaft Ostpreußen e. V.[2]
- 2009: Ehrenzeichen in Gold der Landsmannschaft Ostpreußen e. V.
- 2010: Bundesverdienstkreuz am Bande[3]
- 2011: Ehren- und Verdienstabzeichen der Landsmannschaft Ostpreussen e. V.

## Publikationen (Auswahl)
- Die heilige Hedwig. In: 28. Heimatjahrbuch Weihnachten 1997, S. 48.
- Richard Schirrmann – Begründer der Jugendherbergen. In: 28. Heimatjahrbuch Weihnachten 1997, S. 110.
- August Wiegand – Architekt in Allenstein. In: 28. Heimatjahrbuch Weihnachten 1997, S. 122.
- Julius Brünn – Zionist in Allenstein. In: 28. Heimatjahrbuch Weihnachten 1997, S. 126.
- Sadismus in Neu-Vierzighuben. In: 28. Heimatjahrbuch Weihnachten 1997, S. 230.
- Georg Graf von Brühl – ein Landrat des Kreises Allenstein. In: 30. Heimatjahrbuch Weihnachten 1999, S. 111–112.
- Die „Reichskristallnacht“ in Wartenburg. In: 30. Heimatjahrbuch Weihnachten 1999, S. 219.
- Der Untergang der Cap Arcona. In: 30. Heimatjahrbuch Weihnachten 1999, S. 226–228.
- Zur Klosterschule St. Adalbert in Mehlsack. In: 40. Heimatjahrbuch Weihnachten 2009, S. 48.
- Tod der Bildhauerin E. M. Wiegand. In: 40. Heimatjahrbuch Weihnachten 2009, S. 162–163.
- Buchbesprechung: Reiseführer Ostpreußen von Gerd Hardenberg.  In: 40. Heimatjahrbuch Weihnachten 2009, S. 221–222.
- 600 Jahre Schlacht von Tannenberg. In: 41. Heimatjahrbuch Weihnachten 2010, S. 16–21.
- Zum Tode von Gunter Hoepfner. In: 41. Heimatjahrbuch Weihnachten 2010, S. 172–173.
- Deutsch-Polnisches Partnerschaftsfestival in Allenstein / Olsztyn. In: 41. Heimatjahrbuch Weihnachten 2010, S. 294–298.
- Felix Nowowiejski – Einst Staatsbürger des deutschen Kaiserreiches. In: 42. Heimatjahrbuch Weihnachten 2011, S. 115–116.
- Ermländische Kapellen – heute. In: 43. Heimatjahrbuch Weihnachten 2012, S. 70–71.
- Unsere Heimat – heute. In: 43. Heimatjahrbuch Weihnachten 2012, S. 88–90.
- Zum Tode von Professor Ulrich Fox. In: 43. Heimatjahrbuch Weihnachten 2012, S. 145–146.